# 分子ガストロノミー

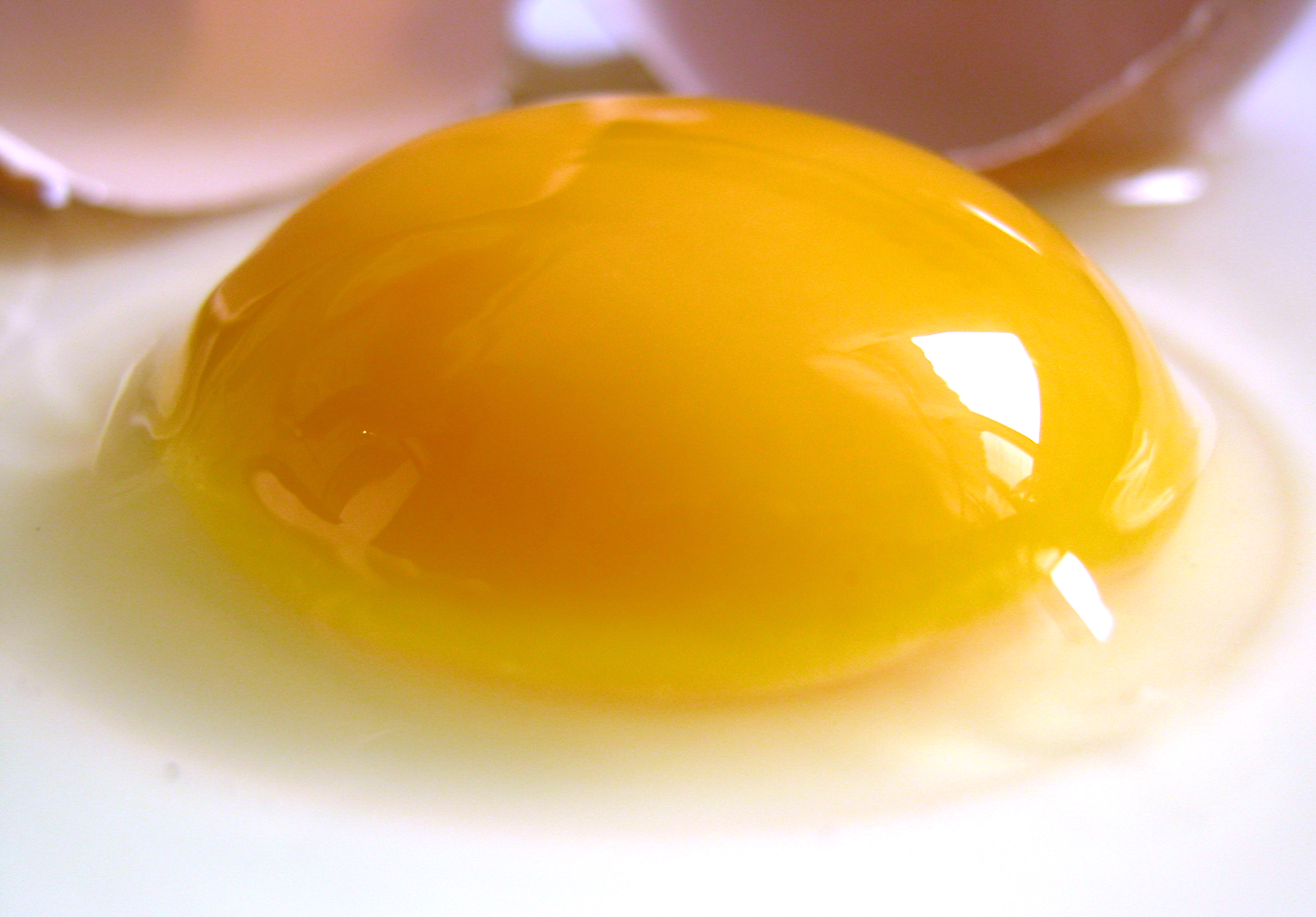
分子ガストロノミーの例として、卵の調理における黄身と白身が特定の温度で受ける影響の研究がよく挙げられる。多くの料理本によれば、黄身の仕上がりによって生なら3-6分、半熟なら6-8分、と続く。分子ガストロノミーによれば、特定の温度にすればいつでも決まった結果が出せることになり、時間は重要でないことが分かる。しかしながら、実際は黄身と白身の連続体であり、温度勾配は時間とともに変化するので、温度勾配の時間変化も重要である。黄身の方が固まる温度が低いので、半熟卵の場合、白身が固まり黄身が固まらない温度勾配を作ることが重要となる。

分子ガストロノミー（ぶんしガストロノミー、英: molecular gastronomy）とは、調理を物理的、化学的に解析した科学的学問分野である。分子美食学と訳されることもある。

## 解説
料理の過程で食材が変化する仕組みを分析して解明し、科学的観点で、調理技術とガストロノミー上の現象を社会的、芸術的、技巧的要素で解明するものである。 
料理を科学的観点から解析かつ分析してこれまで経験や勘で伝承されていた調理法の暗黙知を形式知化させることで、曖昧に伝わっていた味覚、風味、食感などを形式化し、調理法の改善、調理時間の短縮、食材の保存や活用、新たな食材や料理、調理器具等の開発などへ応用が期待される。
分子ガストロノミーの研究を通じて得られた情報は、例えばスフレが如何にして膨張するかなど調理中に発生する様々な事柄を説明し、料理人が調理手法や手順を改善することや調理条件を最適に整えることの一助が期待できる。
既存の料理の疑問を解明するほか、新たな技法やレシピ、料理を創作することにも貢献する。例えば多くの料理人は、溶融させたチョコレートを再び凝固させる段階でベタつく要因の一つとして水は大敵だと理解しているが、水とチョコレートの割合が適切ならば他の材料を全く使わずにチョコレート・ムースを製作できる。 
社会的側面や例えば食材の調達と配膳が人にどのように影響を与えるかなど芸術的な側面に加え、科学的観点から食材と調理の仕組みが解明されたことで、料理人は食材の魅力を引き出して料理の美味しさを引き立てることができるようになった。 
これらは分子ガストロノミーの典型的な成果で、調理と食事の楽しさを高めるだけでなく、何世代にもわたる料理に関する迷信を払拭して科学的に正しい知識をもたらした。
分子ガストロノミーは調理の探究手法であることから、科学を理解する料理人の料理や調理方法を指す用語と間違われることも多く、日本語では分子料理法と誤訳されることも少なくない。だが料理人は一般には科学者ではないし、その料理も科学以上に技能や創造性、工芸技術、技巧、気質、技や伝統、その他のものによるところが大きいからである。

## 分子ガストロノミーの成り立ち
1992年、イタリアのエーリチェに科学者と数人の料理の専門家が集まり、伝統的な料理を科学的に分析することについて議論するために研究会を開催した。この研究会をハンガリーの物理学者ニコラス・クルティ （Nicholas Kurti）は、"Molecular and Physical Gastronomy"（分子/物理ガストロノミー）という造語で命名した。この研究会（当初は "Science and Gastronomy"（科学とガストロノミー）と称されていた）のもとをたどれば、ロンドンのル・コルドン・ブルーで学び、カリフォルニア州バークレーで料理学校を経営していた無名に近い女性、エリザベス・コードリー・トーマス （Elizabeth Cawdry Thomas）にまで行き着く。物理学者との結婚歴もあり、トーマスは科学者達との親交と料理の科学的分析に興味を持っていた。1988年、彼女がエーリチェにあるエットーレ・マヨラナ科学文化センターで開催された会議に出席中、ボローニャ大学の教授ウーゴ・ヴァルドレ （Ugo Valdrè） との会話で料理に科学的分析が軽視されているとの賛同を得て、エットーレ・マヨラナ・センターで研究会を開く事を促された。やがてトーマスは、エットーレ・マヨラナ・センター理事で物理学者のアントニオ・ツィキキに会い、意気投合する。トーマスとヴァルドレはクルティに研究会の理事の話を持ちかけた。このころのクルティはすでに料理の科学的分析に強い興味を持っており、1969年にロンドンでその原理について公に講演を行ったり、"The Physicist in the Kitchen" (物理学者、厨房に立つ) と題した番組で司会をしていた。。トーマスとクルティ、加えてクルティの紹介で著名な料理科学ライターのハロルド・マギーとフランスの物理化学者エルヴェ・ティス （Hervé This）が、研究会の共同主催者として名を連ねることになった。ただし、マギーは1992年の初会合後は役を降りている。
1998年にクルティが死去し、会議の名はティスによって "The International Workshop on Molecular Gastronomy 'N. Kurti"（「N.クルティ」分子ガストロノミー国際研究会）と変えられた。ティスは、以後1999年から2004年まで、研究会の運営統括に尽力している。"Molecular and Physical Gastronomy"（分子/物理調理学）はティスが材料の物理化学で Ph.D. の学位論文の題名にしたものだが、一方で "Molecular Gastronomy"（分子ガストロノミー）はティスが食材と調理を科学する領域での仕事を指す語として使っており、彼の著書の題名でもある。
科学で培われた技術を食の研究に使うという発想は新しいものではなく、18世紀にまでさかのぼれるし、すでに何年ものあいだ食科学という分野が存在している。
クルティとティスは同業の仲間として、食科学に通常の調理の過程（食科学は主に栄養素と工業生産規模の調理過程をあつかっていた）を研究する新たな専門分野を立ち上げる事にした。
科学の一分野の創設が研究会のそもそもの目的ではなかったものの、ここを起源として成立したものである。

## イタリアのエーリチェにおける国際会議
2001年まで、"The International Workshop on Molecular Gastronomy 'N. Kurti" （IWMG: 「N.クルティ」分子ガストロノミー国際研究会）は "International School of Molecular and Physical Gastronomy" （ISMPG0: 分子/物理ガストロノミーの国際研究会）と題されていた。初会合は1992年に開催され、2004年に至るまで2,3年毎に開催された。毎回、複数の分科会に分けて数日にわたり、幅広いテーマを網羅しており、2004年の総会では分科会が12を超えるものであった。
各年の研究会は、次に焦点を置いて開かれた。
- 1992 - 初会合。
- 1995 - ソースやそれを使った料理。
- 1997 - 調理における熱[16]。
- 1999 - 食物の風味 - いかに作り出し、配分し、保つか[11]。
- 2001 - 食物の食感: いかにそれを作り出すか。
- 2004 - 食物と液体の相互作用[14]。

これら分科会には、次のものが含まれていた。
- 調理における化学反応。
- 熱伝導、対流、伝達。
- 食物/液体間相互作用の物理特性。
- 低温での液体と食物の接触について。
- 溶解度、分離、食感と風味の関係。
- 風味の安定性。

## 主要な研究対象
分子ガストロノミーの対象は、ティスによれば以下のように定義される。 
現在の対象
次の3つの領域における料理の変質や加工の（化学と物理学の視点からの）仕組みの探求。
1. 料理関係の行為に関わる社会的現象。
2. 料理関係の行為の芸術的要素。
3. 料理関係の行為の技術的要素。

当初の対象
最初の分子ガストロノミーの主要研究対象は、ティスの博士論文で次のものとして定義されていた。
1. 料理やガストロノミーに関係する格言や言い伝え、おばあちゃんの知恵の調査。
2. 既存レシピの探求。
3. 新たな道具や材料、手法の導入。
4. 新たな料理の発明。
5. 分子ガストロノミーを利用した、科学の社会的貢献の周知。

とはいえ、ティスは後ほどこれら第3,4,5番目の項目は科学の範疇ではない（むしろ工芸技術と教育にあたる）と認め、分子ガストロノミーの主要対象を改定することにした。

## 分子ガストロノミーの例
調査領域の例
- 料理法ごとに材料がいかに変化するか。
- 食事において感覚がそれぞれどのような役割を果たすか。
- 香りの発生と、味と風味を知覚するしくみ。
- 特定の味と風味の感覚器が、なぜ、どうして発達したかと、一般的な食物の好悪。
- 調理法が最終的な風味と食感にもたらす、食材への影響。
- 新たな調理法がいかに食感と風味を改善しうるか。
- 脳が全知覚からの信号をどうやって食物の「風味」として解釈するか。
- 環境、雰囲気、提供方法や誰が調理したのか等によって、食事の楽しみがどう影響を受けるのか。

暴露された迷信の例
- 青物を茹でるときには、湯に塩を入れなくてはならない。
- 肉の表面を強火で焼くと肉汁が閉じ込められる。
- 肉をローストする時間は重さで決まる。
- 肉のストックは、水から茹で始めなくてはいけない。

## 定義にまつわる混乱
分子ガストロノミーという用語は多くの人によって、料理の研究と料理そのものの両方に使われてきた。料理の方も、創作に科学知識を使う現代的な料理と、実験を通じて間違いや筋違いの知識を捨てて見直した手法の伝統的な料理の両方にである。分子ガストロノミーが定義からして科学であり、科学が一般的に学者の領分であるにもかかわらず、「食科学者」と「料理研究家」の仕事に重複が多い事から、双方の境目が曖昧ではある。さらに、分子ガストロノミーの当初の対象に「新たな料理の発明」 があり、実際に elBullitaller  のように何人かのシェフが実験研究施設を自分のレストランのために設立したことが曖昧さに拍車をかけ、何が「分子ガストロノミー」で何がそうでないかについての混乱を広めることになった。。 
1990年代末から2000年代初めにかけて、何人かのシェフが科学、研究、器具の技術発展食品加工産業によって生産される様々な天然ガムや親水コロイドを受け入れて厨房で新たな可能性を探求し始めると、新たな料理様式をさして使われるようにもなってきた。それからは幾人もの名だたるシェフの料理を語るものとして使われている。
シェフの何人かは、確かに調理に科学的研究を取り入れている。同時に、科学者（とくに食科学者）の仕事には調理が関わるものがあるのも事実である。「シェフ科学者」も長年ものあいだ実在しており、食品産業の開発部門では研究に従事している。
区別しようとしている多くの人々の多大な努力にもかかわらず、料理の科学的研究（分子調理学）と、最近になって得られた知識と技術、材料を使って料理人が非伝統的な方法で作る非伝統的な料理や食感、風味の組み合わせ（例: "New Cuisine", "Progressive Cuisine", "Nueva Cocina", "Culinary Constructivism", "Modern Cuisine", "Avant-Garde Cuisine", "Experimental Cuisine" 等々）は、特にメディアでは、十把一絡げに分子ガストロノミーと呼ばれる状況が続いている。同様にここから「分子料理 （molecular cuisine）」や「分子料理法 （molecular cooking）」といった用語を派生させて、科学あるいは食科学一般から得られた知識、道具、材料に関連した料理や調理法を指して使う者がいる。

## 用語の受容と反発
分子ガストロノミーをよく引き合いに出される何人かのシェフや科学者は、一度はこの用語を使ったり、運動を受け入れたりしている。うち何人かは、エルヴェ・ティスと親交があったり直接共同作業を行った者もおり、自身の料理に対する「分子ガストロノミー」の用語の誤用に、一部とはいえ加担したかもしれない。例えば、エルヴェ・ティスとピエール・ガニェールは共同作業をしており、その結果をガニェールのウェブサイトで公開している。同様に レストラン「エル・ブジ」と「ファット・ダック」も、シェフと学術、食品産業が、料理の現代化に向けて継続的に協調するためのEU が助成するプロジェクト、ヨーロッパ研究プロジェクト INICON のパートナーに挙げられている。INICON プロジェクトはエルヴェ・ティスとの共同名義で、分子ガストロノミーのマニュアルを公開しており、ウェブサイトを通じて団体の成果を指す言葉として分子ガストロノミーの用語を頻繁に使っている。
ヘストン・ブルメンタールはエルヴェ・ティスと協力関係を持ったことがあり、2001年に英国の新聞紙「ガーディアン」での連載第一回目のレシピ記事にティスが考案した「ショコラ・シャンティ」（チョコレートのホイップドクリーム）のレシピを書いた。2002年には、フランスにあるティスの研究室を訪れたおりに考案した、卵黄の代わりに卵白を使い砂糖は使わない「フォンダン・オ・ショコラ」のレシピを寄稿している。ブルメンタールが彼のレストラン「ファット・ダック」で進められていた研究を説明するのに分子ガストロノミーの用語を使っていたこともあった。さらに、2001年と2004年のエーリチェの国際分子ガストロノミー研究会の参加者でもある。2001年の会議は、現在彼がともに活動している科学者の多くと出会った場でもあった。 
著名な調理サイエンスライターのハロルド・マギーは（クルティやティスと並ぶ）エーリチェの分子/物理ガストロノミー国際学会の創設主催者の一人であり、「エルヴェ・ティスと十年来の付き合いだ」という。主催者の立場からは離れたものの、1992年から2004年の全会議に出席した。かつて2004年の KVL 分子ガストロノミー研究会では、分子ガストロノミーを「おいしさの科学的研究」と定義し、大学教育における分子ガストロノミーの注力範囲について提案もしている。マギーの著書、On Food & Cooking（邦題『マギー キッチンサイエンス -食材から食卓まで-』）では導入部の2ページ目と3ページ目に分子ガストロノミーについて触れている。
フェラン・アドリアは、ウェブサイトにある elBulli の歴史の2003年の章で公開した、"About Molecular Cuisine（分子料理について）" と題した文書において、2003年までは科学界との関わりは「散発的に起こる」ことだったと述べた。そしてそれが、2003年の共同科学研究にいたるまで「（elBulli の）創作が科学に端を発するものではありえない」根拠だと続ける。会議を通じて、2000年からハロルド・マギーとエルヴェ・ティスを知ってはいたという。2004年のオンラインQ&Aでは自身の仕事と分子ガストロノミーの違いを示した上で、分子ガストロノミー「運動」と彼がとらえたものがどれだけ長らえるだろうかを語った。
分子ガストロノミーを料理のスタイルだとは思っていません。フュージョンで何年も前に起きたのと同じく、あたりまえのことになってきているんです。分子料理などというものはありません。いくらかの科学者が料理界と協調する分子的ムーブメント、分子ガストロノミーがあるのです。明らかに料理に関する動きですが、料理そのものだとは思えません。

20年もして振り返れば、概念に比べたらもっといくつもの、新たなテクニックこそが導入されたことに運動の価値を見いだすことでしょう。この動きが長続きしないという人は、なんでしたら電話やテレビやインターネットの例をご覧になればいいでしょう。科学は世界を変えたのです。」- フェラン・アドリア 2004
作る料理を「分子ガストロノミー」と誤った枠に据えられるのが蔓延したことに我慢できなかったためか、2006年には運動との関わりをよく取り上げられる何人かのシェフが、自身らの料理のアプローチはその単語と一線を画すとの共同声明を出した。一方で、他の現代的シェフには分子ガストロノミーを受け入れた者もいる。ニューヨークで "The Experimental Cuisine Collective（実験的料理集団）" として知られる団体が、エルヴェ・ティスを弁士とした月例の研究会を開いており、ティスの業績を資料ページに載せているウェブサイトには街に名だたるシェフがメンバとして名を連ねている。

## その他の解釈
- 「家事や美食における調理への理解と改善のための科学法則の適用」- ピーター・バラム [18]
- 「良い食品を選び、調理し、食べるための科学技術」- トーバルト・ペデルセン [44]
- 「おいしさの科学的研究」- ハロルド・マギー [38]

## 分子ガストロノミーの前身

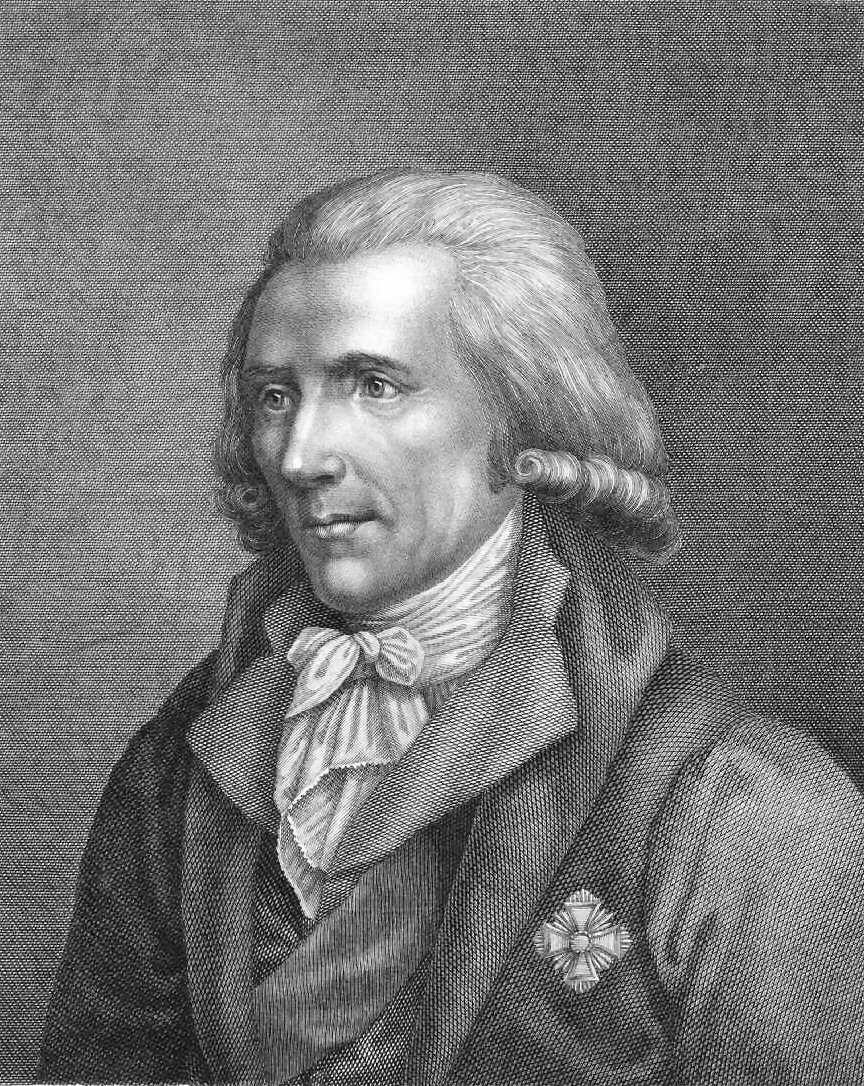
ランフォード伯ベンジャミン・トンプソン (1753 - 1814) 食物と調理の科学の草分け

紀元前2世紀、ロンドンに保管されているパピルスの著者は天秤を使って腐った肉が新鮮な肉より軽いのではないか試そうとしていた。それ以来、多くの科学者が食と調理に関心を持ってきた。とりわけ、肉のストック、動物の組織を水中で熱加工した結果できる水溶液の調理は大きな関心の対象だった。紀元前4世紀に『アピシウス』（André編, 1987）で初めて言及され、ストックの用意は多くの古典(La Varenne, 1651; Menon, 1756; Carême & Plumerey, 1981) やフランス料理本にそのレシピが記載される。化学者達は18世紀から、肉のストックあるいはより広く調理一般に関心を持ってきた(Lémery, 1705; Geoffrey le Cadet, 1733; Cadet de Vaux, 1818; Darcet, 1830)。なかでもおそらく、アントワーヌ・ラヴォアジエがもっとも有名だろう。1783年、彼はその品質評価として密度を測り、ストックの調理過程を研究した(Lavoisier, 1783)。実験結果の報告に、ラヴォアジエはこう書いている。「もっとも身近な対象、単純なものを検討する時には、いつでも我々の発想がいかに曖昧で頼りにならないかに驚かされ、実験や事実を持ってそれを修正するのがいかにも大切と結論できる（ティスの英訳より）」。ストックだけを扱っていた訳ではないが、無論、ユストゥス・フォン・リービッヒを料理科学の歴史の中で忘れることはできない(von Liebig, 1852)。重要人物を今一人挙げたい。後にランフォード伯に叙せられたベンジャミン・トンプソンは調理中の変遷を研究し、よりよい抽出のための特別なコーヒー・ポットの発明を例として、改善のために多くの提案や発明を行った。調理の科学に貢献した科学者はここに挙げるには、人数が多すぎる。- エルヴェ・ティス, 2006
分子ガストロノミーの概念は、もっとも有名なフランス料理シェフのアントナン・カレームが19世紀初頭に、スープを煮出す時は「湯をとてもゆっくりと煮ないと、アルブミンのコラーゲンが硬くなってしまう。水が肉に十分浸透する時間がなければ、オズマゾームのゼラチン質が分離していかない」と言ったのがその前触れだったといえる。現代では「オズマゾーム」という水溶物が味を生じさせるという概念は妥当とは見なされないが、その考察は有意義だった。